# Storenomorpha
Storenomorpha is een geslacht van spinnen uit de familie mierenjagers (Zodariidae).

## Soorten
Het geslacht kent de volgende soorten:
- Storenomorpha anne Jäger, 2007
- Storenomorpha arboccoae Jocqué & Bosmans, 1989
- Storenomorpha comottoi Simon, 1884
- Storenomorpha hainanensis Jin & Chen, 2009
- Storenomorpha joyaus (Tikader, 1970)
- Storenomorpha lushanensis Yu & Chen, 2009
- Storenomorpha nupta Jocqué & Bosmans, 1989
- Storenomorpha paguma Grismado & Ramírez, 2004
- Storenomorpha reinholdae Jocqué & Bosmans, 1989
- Storenomorpha yizhang Yin & Bao, 2008
- Storenomorpha yunnan Yin & Bao, 2008